# 1274 Delportia
1274 Delportia este un asteroid din centura principală, descoperit pe 28 noiembrie 1932, de Eugène Delporte.